# Khassaraporn Suta
Khassaraporn Suta (in thai: เกษราภรณ์ สุตา; Pong Tao, 12 dicembre 1971) è un'ex sollevatrice thailandese medagliata olimpica e mondiale che ha gareggiato nella categoria dei pesi leggeri (fino a 59/58 kg.).

## Carriera
Khassaraporn Suta si mise in evidenza nel 1994 vincendo la medaglia d'argento nella categoria fino a 59 kg. ai Giochi Asiatici di Hiroshima. Qualche settimana dopo ottenne la medaglia di bronzo ai Campionati mondiali di Istanbul con 197,5 kg. nel totale.
Suta ritornò su un podio mondiale tre anni dopo, in occasione dei Campionati mondiali di Chiang Mai 1997, quando vinse la medaglia d'argento con 210 kg. nel totale.
Nel 1998 Suta vinse la medaglia di bronzo nella categoria fino a 58 kg. ai Giochi Asiatici di Bangkok con 210 kg. nel totale.
Nel 2000 ottenne la medaglia di bronzo ai Campionati asiatici di Osaka con 212,5 kg. nel totale e, alcuni mesi dopo, partecipò alle Olimpiadi di Sydney, dove il sollevamento pesi femminile faceva il suo esordio olimpico, conquistando anche in questa occasione la medaglia di bronzo con 210 kg. nel totale, dietro alla messicana Soraya Jiménez-Mendivil (222,5 kg.) e alla nordcoreana Ri Song-hui (220 kg.).
Quella ottenuta da Khassaraporn Suta fu la prima medaglia olimpica della storia conquistata dalla Thailandia a livello femminile in qualsiasi disciplina e la prima medaglia olimpica in assoluto della Thailandia nella disciplina del sollevamento pesi.
Dopo questa competizione olimpica Khassaraporn Suta si ritirò dall'attività agonistica, diventando un'ufficiale della Marina militare del suo Paese.
Durante la sua carriera di sollevatrice, nel 1997, realizzò anche un record del mondo nella prova di slancio della categoria fino a 59 kg.